# Joséphine Ouédraogo
Joséphine Ouédraogo (sinh ngày 22 tháng 12 năm 1949) là một nhà xã hội học và chính trị gia người Burkina Faso. Bà từng là Bộ trưởng Bộ Tư pháp Burkina Faso từ 2014-2016.

## Tiểu sử
Ouédraogo sinh năm 1949 và được giáo dục sớm ở Koudougou. Bà được nuôi dưỡng trong truyền thống Mossi. Cha bà là một nghị sĩ trong Quốc hội Pháp cho Tây Phi thuộc Pháp và mẹ bà không biết chữ. Sau khi cha bà được bổ nhiệm làm đại sứ tại Pháp, bà chuyển đến Paris năm 1961. Ouédraogo đã tham dự Viện du lịch tại Paris và cô đã nhận bằng tú tài vào năm 1968. Năm 1974, bà lấy được bằng xã hội học tại Đại học Paris Descartes. Sau khi nhận được bằng cấp, Ouédraogo làm trợ lý nghiên cứu xã hội học và nghiên cứu xã hội nông thôn, phương pháp phát triển và tác động của chúng đối với phụ nữ và nông dân.
Bà là một người ủng hộ Thomas Sankara nhưng nhìn chung không liên quan đến chính trị. Tuy nhiên, vào tháng 9 năm 1984, ông bất ngờ đề nghị cho bà vị trí bộ trưởng phát triển gia đình và đoàn kết. Sankara nói rằng công việc xã hội học của bà là hữu ích cho cách mạng, và  bàđã chấp nhận lời đề nghị của anh ta. Trong vai trò này, Ouédraogo đã thúc đẩy chấm dứt cắt xén bộ phận sinh dục nữ, đề xuất luật gia đình quốc gia và ủng hộ một cuộc đình công của phụ nữ vào năm 1984. Bà là công cụ kỷ niệm ngày 8 tháng 3 là Ngày Quốc tế Phụ nữ tại Burkina Faso. Sankara bị giết trong một cuộc đảo chính vào ngày 15 tháng 10 năm 1987 và Blaise Compaoré lên nắm quyền. Cô chuyển đến Tunisia vào tháng 12 năm 1987.
Ouédraogo đã phải sống lưu vong và phục vụ như một nhân vật quan trọng cho sự phát triển của phụ nữ ở Châu Phi. Từ năm 1989 đến năm 1992, bà là điều phối viên dự án cho Viện Phát triển Pan-Phi ở Cameroon. Năm 1997, cô trở thành giám đốc của Ủy ban Kinh tế Liên Hợp Quốc về phân chia giới của Châu Phi. Bà đã thành công trong việc biến các vấn đề của phụ nữ thành một đặc điểm nổi bật trong các hội nghị của chính phủ và các lực lượng đặc nhiệm. Ngoài ra, bà đã tạo ra một chương trình đánh giá mới, Chỉ số phát triển giới châu Phi. Bà trở thành phó thư ký điều hành của Ủy ban Kinh tế Liên Hợp Quốc về Châu Phi năm 2005. Từ năm 2007 đến 2011, Ouédraogo là tổng thư ký của Thế giới thứ ba của Dakar. Năm 2007, bà được Jeune Afrique bầu chọn là một trong 50 phụ nữ có ảnh hưởng nhất ở châu Phi.
Năm 2012, Ouédraogo trở lại Burkina Faso. Bà trở thành người đứng đầu công ty tư vấn Appui recherche action (ARC). Vào tháng 10 năm 2014, Compaoré đã từ bỏ quyền lực sau một số cuộc biểu tình bao gồm phụ nữ vung thìa và chổi để biểu thị sự bất mãn của họ. Michel Kafando đã được chọn làm chủ tịch vào tháng 11 năm 2014 sau khi một hội đồng gồm 23 quan chức ưa thích ông ta đến Ouédraogo và nhà báo Cherif Sy. Sau khi Kafando tuyên thệ nhậm chức, ông đặt tên là Bộ trưởng Bộ Tư pháp Ouédraogo. Bà chỉ trích gay gắt hệ thống tư pháp trong chế độ cũ, và một trong những hành động đầu tiên của bà là mở lại một cuộc điều tra về vụ ám sát chủ tịch Hội đồng Cách mạng Quốc gia, đã bị tòa án dân sự chặn lại gần hai năm. Ouédraogo đã tập hợp 2.000 thành viên xã hội dân sự, cảnh sát, thẩm phán và luật sư đến Ouagadougou vào tháng 3 năm 2015 để ký Hiệp ước Quốc gia về Đổi mới Công lý. Bà phục vụ cho đến tháng 1 năm 2016 và được thay thế làm bộ trưởng tư pháp bởi Bessolé René Bagoro.

## Cuộc sống cá nhân
Ouédraogo có chồng và ba đứa con, và bà cũng có một cháu trai tên là Anthony Ouedraogo. Bà là một Kitô hữu sùng đạo. Bà đồng nhất với nữ quyền và chống toàn cầu hóa.

## Ấn phẩm
- Etude sur les amboins des femmes dans les Village de l'AVV et Proition d'un chương trình d'intervent - Tháng 4 năm 1977 - USAID - SA.
- Cạn Les systèmes alimentaires - Femmes et Développement en Afrique de l'Ouest Hà UNSRID - 1986 Série systèmes alimentaires et sociétés.
- Rap Rap entre droit foncier truyền thống et droit Moderne Illustré par l'impact du régime Société sur le statut des femmes au Burkina Faso Khăn - 1989.

| Cơ quan chính trị        | Cơ quan chính trị              | Cơ quan chính trị            |
| ------------------------ | ------------------------------ | ---------------------------- |
| Tiền nhiệm Jerome Traoré | Bộ trưởng Bộ Tư pháp 2014-2016 | Kế nhiệm Bessolé René Bagoro |